# 中国人民解放军军事学院
中国人民解放军军事学院，简称解放军军事学院、南京军事学院，是中华人民共和国成立后中国人民解放军的高等军事学府，南京軍事學院1950年10月30日在南京創建，曾是解放軍最好的高等軍事學府，其前身是華東軍政大學和華北軍政大學。首任院长为刘伯承，后兼政委。南京军事学院建在中華民國陸軍軍官學校和国防部旧址上（今南京市黄埔路二号大院内，属南京军区办公区）。1985年12月，根据国务院、中央军委的决定，军事学院和政治学院、后勤学院合并，成立中国人民解放军国防大学。

## 历史
南京军事学院1950年11月由刘伯承任院长，1951年2月兼政委。1951年1月8日正式开学上课，首期招收学员758名。根据学员的情况和朝鲜战争临战需要，设置了基本系、高级速成系、函授系、情报系、政治系等，后来陆续创立了很多系，空军系、海军系、装甲系、战役系。一些苏联军事顾问和不少原中華民國國軍中的军人也承担着翻译、教学工作。
根据1954年1月全国军事系统党的高级干部会议精神，1954年4月增设战役系，学习政治、战略、战役、我军战史和苏军战史，学制三年；从全军选调52名高级干部入学，允许带家属，住在宁海路，每家一幢房子。战役系主要培养军职以上高级指挥员。杨得志兼任系主任，孙继先任副主任。1954年8月开学，下设四个班，第一班班长陈锡联、副班长李作鹏。理论课为马克思列宁主义哲学、毛泽东军事理论。专业课为军、集团军、方面军的战役指挥、苏军十大战例。第一年为预科，总训练时间1200小时，其中1000小时用于补习文化；文化课开设四门：语文、数学（代数学到一元二次方程、平面几何、三角函数）、理化常识、地理。1955年9月1日转入正科学习，学员重新划分为4个学习组。第二年安排训练日240天1800多课时。政治课2门：“中国共产党历史”12课时，“军队政治工作”24课时。军事课14门1700多课时，包括集团军与方面军“进攻与防御战役法”中心课程开设“军队侦察”、“外国军队研究”、“装甲坦克兵”、“炮兵”、“航空兵”、“海军”等课程。1955年11月29日授衔时，战役系的所有52名学员都被授予将军，其中包括杨得志、陈锡联、李天佑、韩先楚、刘震5名上将，周志坚、李作鹏、吴克华、秦基伟、张震、黄新廷等22名中将，刘贤权等25人授予少将军衔。1957年7月毕业，10月由军委分配工作，大多数担任了各大军区、军兵种的领导职务。
1957至1959年間，根據中央軍委決定，以南京軍事學院的部分系為基礎，分別組建高等軍事學院、軍事學院和海軍、空軍、炮兵、裝甲兵等學院1958年彭德怀在毛泽东和林彪支持下，发动针对刘伯承、粟裕、萧克、李达等人的反教条斗争，片面夸大军事学院在学习苏军经验和理论过程中的某些缺点，以所谓“资产阶级军事路线”的罪名对坚持军队正规化、现代化教育训练的有关负责同志进行迫害和打击。刘伯承被免去院长职务，粟裕同志被免去总参谋长职务，萧克和李达两位上将被赶出军队。由廖汉生将接任院长。这个任命非常离谱，廖汉生是政工干部出身，却来当负责训练指挥员的军事学院院长，这明显是对刘伯承、粟裕、萧克等同志的政治不信任。由于水平所限，同时夹杂不健康的思想，这次斗争使解放军正规化训练和院校教育遭到严重破坏。

### 文化大革命
文革開始時，院長是張震中將，政委是王平上將，已經從培養軍級軍官變為培養中級指揮官的軍事學院。文革初期，南京軍事學院沒有像社會上那樣轟轟烈烈。直到1966年8月16日以前，只是在幹部和學員中進行正面教育，學習毛的批示和中央文件。南京軍事學院領導對寫大字報“既不反對，也不提倡”，坐等上面的決定，所以學院內沒有發生過激的行動，大字報也不多。8月16日，軍委下發《軍委常委擴大會議紀要》，要求軍隊院校也開展“四大”，破“四舊”。在執行《紀要》時，南京軍事學院黨委對張貼大字報做了一些限制性規定。例如，規定大字報只能到指定地點張貼，23級以上幹部才能觀看，而且還要憑證件；特別強調寫大字報要注意保密，內外有別，不准上街等等。在地方造反派到學院“煽風點火”時，學院廣大群眾不為所動，還是擁護院黨委的領導。南京軍事學院也沒有整肅所謂的“重點鬥爭對象”。《五.一六通知》下發後，總政要求：“各大單位黨委要著重搞好宣傳、文化、報刊、院校、出版、科研部門的文化革命。對這些部門要在普遍學習的基礎上，對所屬人員包括這些部門的領導幹部在內進行摸底排隊，從思想上、組織上進行整頓。對那些混進軍隊裏的資產階級代表人物及其反黨反社會主義的作品和言論，必須徹底批判。”但是南京軍事學院的黨委認為剛剛搞完整風，已經走過“清政治”這一步，再搞“摸底排隊”有困難。因此沒有在南京軍事學院搞“摸底排隊”，也沒有把學院黨委委員和學院領導作為重點審查對象。學院的領導層認為，對學院領導“摸底排隊”是上邊的事情。部系領導和其他幹部中的問題已經在整風中解決了，沒有必要再翻老賬。當時的教學准備工作仍在正常進行。
運動開始後，軍委和總部並沒有明確學院是否停止招生。在招生問題上，軍委和總部曾變化多次。開始時決定9月份按時招生，接著說推遲到10月份，隨後又說解除招生任務。沒過幾天，又通知十一國慶節後接收學員，而且多達3,000多名，所以南京軍事學院從未放松教學准備。10月7日，總部最後下令，停止招生。直到此時，學院還在邊搞運動邊准備招生，局面沒有失控。10月4日，軍委通知召開全軍院校長和政委緊急會議。中央文革認為，有些領導機關和院校領導過分強調軍隊院校的特殊性，壓制民主，把運動搞得冷冷清清。於是中央文革以軍委和總政的名義，發出《關於軍隊院校無產階級文化大革命的緊急指示》，規定“軍隊院校的文化大革命運動必須把那些束縛群眾運動的框框統統取消，和地方院校一樣完全按照《十六條》的規定辦。要充分發揚民主，要大鳴、大放、大字報、大辯論。”文件明確指出：由院校黨委領導運動的規定，已經“不適合當前的情況，應當宣布撤銷”，並要求“由革命學生和教職員工選舉成立文化革命小組、文化革命委員會和文化革命代表大會，作為文化革命的權力機構”。10月10日上午，南京軍事學院黨委召開全體會議，傳達軍委和總政的緊急指示精神。當日下午，學院黨委召開各單位代表協商會。張震院長和王平政委宣布中斷院黨委對文革的領導。宣布後，他們當即退出會場，從此學院各級黨委陷於癱瘓，基層黨組織也停止了活動。後來中央將這一《緊急指示》轉發全黨，在更大範圍內出現一場“踢開黨委鬧革命”的浪潮。當學院黨委中斷對運動的領導後，由學院的政治部出面與群眾協商，由各單位選舉代表成立“軍事學院文化革命籌備委員會”（簡稱“院文籌”）。有一些人不贊成“院文籌”，起來造反，沖擊“院文籌”，把“院文籌”的主要負責人抓到北京批鬥。地方和軍內其他單位的造反派也開始到軍事學院串聯，貼大字報，開展辯論，搞聯合行動。張震院長被迫到學院各單位接受群眾的批評教育。從11月5日起，張震向全院同志先後作三次檢查，著重檢查對文革在思想上理解不深和行動上跟得不緊的問題。
12月8日晚，南京軍區召開作戰會議。據稱地方造反派准備利用紀念“一二.九運動”的機會，搞一次“新一二.九運動”，地方造反派可能會沖擊軍事機關，會議要求各單位做好自衛准備。南京軍事學院領導連夜召集各部系領導開會，研究防範措施。決定增派一定數量人員把守營門，加強警戒，同時決定把學院軍械庫的槍支發給部分幹部，用以自衛，但是沒有配發子彈。這一作法觸怒了造反派。清華大學造反派領袖蒯大富此時正在南京，他兩次跑到軍事學院發表演說，對發槍加強警戒一事提出質疑。12月25日晚上，學院領導突然接到全軍文化革命小組的電話，說軍事學院加強警戒搞戒嚴，是妨礙群眾運動的行為，因而是完全錯誤的。過了兩天，北京又轉來蒯大富的告狀信，要張震院長說明情況。事情變得複雜了。南京軍事學院逐步形成對立的兩大派組織，開始了嚴重的派性爭鬥。 一派是“紅司”，保張震；另一派是“革聯”，反對張震，屬造反派。該派與地方上的江蘇“好派”一個觀點。據一些知情者說，造反派“革聯”的成員大多愛提意見，有點不規矩，或者說“帶刺有棱角”。“革聯”的領導人是張澤上校，任航空兵教研室主任，張與蒯大富較熟悉。張澤帶頭貼大字報，因為是少數派受到圍攻。
1967年2月8日，張震在北京開完會乘飛機返寧。飛機剛剛落地，軍事學院“革聯”的造反派們就沖上來，把他強行帶走進行批鬥。他們扒掉張震的領章和帽徽，將張關押近一個月。張震有一陣子被鬥得很厲害，只好躲在學院的汽車連裏，因為汽車連是保張震的。王平的處境比張震院長更為不利。9月16日，中央軍委電告軍事學院，說王平“反黨、反社會主義、反毛澤東思想”，是“彭黃反黨集團漏網分子和假黨員”，決定對他停職反省。倒黴的王平成了兩派群眾組織批鬥的對象，沒有人願意保護他，成為不幸的“棄兒”。當時南京軍事學院的派性，與單位部門有一定的關系。
南京軍事學院真正的大亂，是1968年無錫的“主力軍”（屬於“好派”）被對立派打出無錫後進駐學院開始的。無錫“主力軍”為了打回無錫，需要武裝自己。“革聯”與他們同屬一派，暗中為他們搶槍提供方便，學院的武器庫被搶空。1968年8月，軍委辦事組決定：對南京軍事學院實行軍事管制。南京軍區派出60軍的官兵，與此前地方派來的工宣隊共同掌管南京軍事學院。12月26日，南京軍事學院成立革命委員會。1969年2月，軍委辦事組決定撤銷南京軍事學院。當時學院有句話，叫做“活寶沒人要，死寶有人搶”。“活寶”是指南京軍事學院精心培育起來的一支優秀的教研隊伍和幹部隊伍。南京軍事學院撤銷後，他們大多沒有得到公正對待，未被正常使用。一部分人員被安排去地方支左，一部分人員轉業複員，只有少部分人員去北京，組建解放軍軍事政治大學。“死寶”是指學院大量的物資和裝備。學院撤銷後，教研人員嘔心瀝血編
寫的教材和資料散失殆盡，全院教職員工艱苦創業，勤儉節約購置的教學設備和器材遭到嚴重破壞。有的人為了占有樟木箱，竟把裏面的檔案和資料成捆地丟棄。
文革結束後，南京軍事學院的造反派受到審查。

## 衍生院校
军事学院战役系随后调往北京西郊红山口与原中央军委训练总监部院校部机关合编为中国人民解放军高等军事学院。后来历经历次党内政治斗争磨难，曾一度被撤销，后来复建为解放军军政大学、军事学院、延续至今成为中国人民解放军国防大学，为中国人民解放军最高军政学府。
留在南京的军事学院的部分人员和系科与中国人民解放军总高级步兵学校合并，继续沿用军事学院番号，担负中级指挥干部培训，廖汉生中将调走后，由张震中将接任院长。
军事学院于1969年奉命停办，文化大革命后期又组建南京高级步兵学校，延续至今演变为今天位于南京市浦口区龙盘的的中国人民解放军陆军指挥学院南京校区，系人民解放军陆军负责中级指挥员培训的主要院校。
军事学院海军系早在1960年就分建为海军学院，第一任院长为方強中将，延续至今成为位于南京市半山园的中国人民解放军海军指挥学院，为中国人民解放军海军最高军事学府。
军事学院空军系于1958年单独分建成为空军学院。第一任院长为刘震上将，延续至今成为位于北京市颐和园昆明湖畔的中国人民解放军空军指挥学院，为中国人民解放军空军最高军事学府。